# Maria Moechortova
Maria Vladimirovna Moechortova (Russisch: Мария Владимировна Мухортова) (Leningrad, 20 november 1985) is een Russisch voormalig kunstschaatsster. Moechortova nam met haar schaatspartner Maksim Trankov deel aan de Olympische Winterspelen 2010 in Vancouver. Ze werden er zevende bij de paren. Eerder schaatste Moechortova met Pavel Lebedev (2001-03).

## Biografie

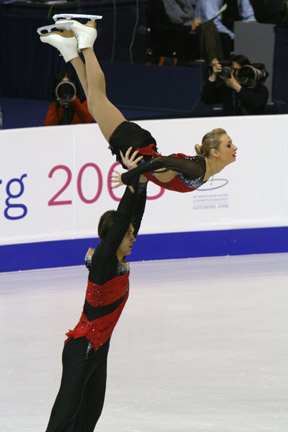
Moechortova en Trankov in 2008

Moechortova begon op zesjarige leeftijd in haar vaders geboortestad Lipetsk met schaatsen. Ze toonde interesse in het paarrijden, maar in Lipetsk waren daar geen faciliteiten voor. Haar moeder haalde Moechortova zodoende, toen ze dertien jaar was, terug naar Sint-Petersburg. Daar schaatsten Moechortova en Maksim Trankov in dezelfde trainingsgroep, maar met verschillende schaatspartners. Trankov trainde met Natalja Sjestakova, Moechortova met Pavel Lebedev. Na twee seizoenen met Lebedev, met wie ze tweemaal vierde werd bij de WK junioren, geschaatst te hebben, accepteerde Moechortova in 2003 Trankovs suggestie om van partner te wisselen. Eerder wees ze het nog af.
Met Trankov nam ze vijf keer deel aan de WK. Hun beste prestatie was een vierde plaats bij de WK van 2010. Bij alle drie de deelnames aan de EK wonnen Moechortova en Trankov een medaille: zilver bij de EK van 2008 en brons bij de EK van 2009 en van 2010. Ze namen in 2010 tevens deel aan de Olympische Winterspelen in Vancouver en werden daar zevende.
Na de WK van 2010 besloten Moechortova en Trankov niet met elkaar verder te gaan. Trankov ging een nieuwe samenwerking aan met Tatjana Volosozjar, met wie hij later ook trouwde. Moechortova schaatste vervolgens op haar beurt nog een jaar met Jérôme Blanchard, om in 2011 mee te gaan doen met Russian Ice Stars.

## Persoonlijke records
Moechortova/Trankov
| records             | punten | datum      | toernooi |
| ------------------- | ------ | ---------- | -------- |
| Hoogste totaalscore | 202.03 | 20-01-2010 | EK       |
| Hoogste korte kür   | 073.54 | 19-01-2010 | EK       |
| Hoogste vrije kür   | 128.57 | 05-12-2009 | GP Final |

## Belangrijke resultaten
2001-2003 met Pavel Lebedev, 2003-2010 met Maksim Trankov, 2010/11 met Jérôme Blanchard
| Kampioenschap            | 01/02 | 02/03 |       | 03/04  | 04/05         | 05/06         | 06/07         | 07/08         | 08/09         | 09/10         |               | 10/11 |
| ------------------------ | ----- | ----- | ----- | ------ | ------------- | ------------- | ------------- | ------------- | ------------- | ------------- | ------------- | ----- |
| Olympische Spelen        |       |       |       |        |               |               |               |               | 7e            |               |               |       |
| Wereldkampioenschap      |       |       |       |        | 12e           | 11e           | 7e            | 5e            | 4e            |               |               |       |
| Europees kampioenschap   |       |       |       |        |               |               | Zilver        | Brons         | Brons         |               |               |       |
| Grand Prix-finale        |       |       |       |        |               |               |               | 6e            | 4e            |               |               |       |
| Nationaal kampioenschap  |       | 5e    |       | t.z.t. | Brons         | Goud          | Zilver        | Zilver        | Zilver        | 7e            |               |       |
| WK junioren              | 4e    | 4e    | Brons | Goud   | geen deelname | geen deelname | geen deelname | geen deelname | geen deelname | geen deelname | geen deelname |       |
| Junior Grand Prix-finale | 8e    | 8e    | Brons | Goud   | geen deelname | geen deelname | geen deelname | geen deelname | geen deelname | geen deelname | geen deelname |       |
| NK junioren              | Brons |       | Goud  |        | geen deelname | geen deelname | geen deelname | geen deelname | geen deelname | geen deelname | geen deelname |       |